# Kerncentrale Kozloduy
Kerncentrale Kozloduy (Bulgaars: АЕЦ „Козлодуй“) ligt in Bulgarije bij Kozlodoeï aan de rivier de Donau dicht bij de Roemeense grens.
De centrale heeft twee actieve drukwaterreactors (PWR) van het type VVER-1000 en vier inactieve reactoren. Eigenaar van de centrale is het staatsbedrijf Bulgaria Energy Holdings (BEH). Reactor blokken 1–4 van de kerncentrale Kozloduy zijn stilgelegd in het kader van de toetreding van Bulgarije tot de Europese Unie. Toch wilde de regering reactor 3 en 4 later weer opstarten. Kozloduy-7 is nog in planning, deze reactor wordt type AP1000 van Westinghouse, onderdeel van de Toshiba groep.
| Reactorblok | Reactortype      | Vermogen | Begin bouw | Inbedrijfname | Stillegging |
| ----------- | ---------------- | -------- | ---------- | ------------- | ----------- |
| Kozloduy-1  | PWR VVER-440/230 | 440 MW   | 1970       | 1974          | 2002        |
| Kozloduy-2  | PWR VVER-440/230 | 440 MW   | 1970       | 1975          | 2002        |
| Kozloduy-3  | PWR VVER-440/230 | 440 MW   | 1973       | 1980          | 2006        |
| Kozloduy-4  | PWR VVER-440/230 | 440 MW   | 1973       | 1982          | 2006        |
| Kozloduy-5  | PWR VVER-1000    | 1000 MW  | 1980       | 1987          |             |
| Kozloduy-6  | PWR VVER-1000    | 1000 MW  | 1982       | 1991          |             |
| Kozloduy-7  | PWR AP1000       | 1200 MW  | -          |               |             |

## Externe link

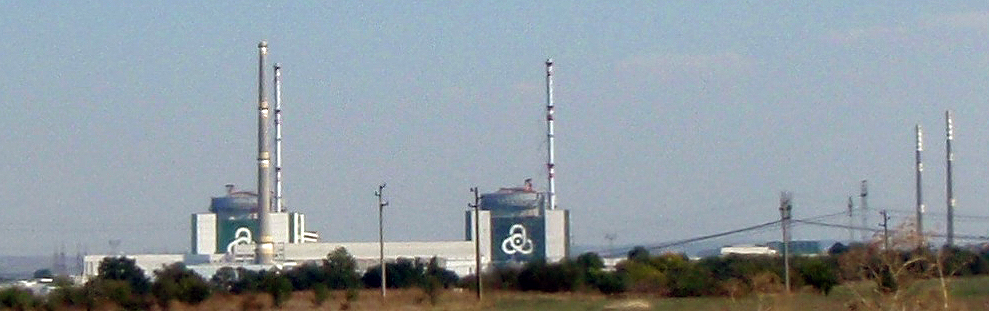
Kerncentrale Kozloduy